# Leonard Mark Lewis
Leonard Mark Lewis (Great Yarmouth, 3 mei 1973) is een Brits-Amerikaans componist, muziekpedagoog, dirigent en pianist. 

## Levensloop
Lewis studeerde aan de University of Houston in Houston bij onder anderen Carlisle Floyd en Robert Nelson (compositie) en behaalde aldaar zowel zijn Bachelor of Music als zijn Master of Music met Concerto for Six Players. Zijn studies voltooide hij aan de Universiteit van Texas in Austin bij onder anderen Dan Welcher en promoveerde tot Doctor of Musical Arts met de proefschrift Lines that separate and merge again in 2000. 
Als docent voor compositie en muziektheorie was hij verbonden aan de Universiteit van Missouri in Columbia en aan het Cy-Fair College, nu: Lone Star College–CyFair, in Cypress in het Harris County (Texas). Tegenwoordig is hij assistent professor voor compositie en muziektheorie aan de Winthrop University in Rock Hill. 
Als pianist maakt hij deel uit van het Out Bounce Ensemble.
Als componist schreef hij werken voor verschillende genres. Hij won prijzen van de American Society of Composers, Authors and Publishers (ASCAP), de Morton Gould Young Composer Award en van de Broadcast Music Incorporated (B.M.I.) de Columbia University Bearns Prize, de Voices of Change - Russell Horn Young Composers Award. Lewis werd benoemd tot Missouri’s componist van het jaar 2002 door de Missouri Music Teacher’s Association (MMTA). 

## Composities

### Werken voor orkest
- 2000 Lines that separate and merge again, voor orkest
- 2001 Concerto for Orchestra
- 2002 Cavatina Simplice, voor orkest
- Infinite express

### Werken voor harmonieorkest
- 2000 Black Against White Sky, voor harmonieorkest
- 2008 Short Stories - won de 1e prijs tijdens de 2e Internationale Frank Ticheli compositiewedstrijd[3]
- 2009 Concert, voor altsaxofoon en harmonieorkest
- The tall extraordinary light

### Vocale muziek

#### Werken voor koor
- Now Close All the Windows, voor gemengd koor - tekst: Robert Frost

### Kamermuziek
- 1998 Concerto for Six Players, voor dwarsfluit, klarinet, viool, cello, piano en slagwerk
- 2002 As In Stained Light, voor altsaxofoon en piano[4]
- 2002 Mirror scherzo, voor viool, altviool, cello en piano
- 2004 Prelude, voor sopraansaxofoon en piano
- 2008 Lines from a Letter, voor viool, cello en piano - gebaseerd op het gedicht "Loveletter" van Sylvia Plath
  1. Of apprehendings blueness, or star
  2. In the white hiatus of winter
  3. ...locked drops rising in the dew
  4. To pour myself out like a fluid
  5. ...lucent as glass
  6. From stone to cloud, so I ascended
- 2012 Cannons and Mirrors, voor viool, cello en piano
- Arioso, voor viool en piano
- Berceuse, voor viool, altviool en cello
- Go Pops!
- Joc Parti, voor kamerensemble
- Led, voor dwarsfluit en slagwerk
- Letter to the World, Solitude, Summer Sun
- Strung from the moon, voor sopraansaxofoon, 2 altsaxofoons en piano

### Werken voor piano
- Tango Triste
- Three Etudes

## Publicaties
- Lines that separate and merge again, Thesis (D.M.A.) University of Texas at Austin, 1999/2000. 81 p.,